# Juan Manuel López Carbajo
Juan Manuel López Carbajo (Perilla de Castro, 1956) es un economista español.

## Biografía
Licenciado en Ciencias Económicas y Empresariales por la Universidad Complutense de Madrid, pertenece a los Cuerpos Superiores de Inspectores de Hacienda del Estado y de Inspectores de Seguros del Estado. 
Ha desarrollado toda su carrera administrativa en el ámbito del Ministerio de Economía y Hacienda. Ha sido subdirector general de Impuestos sobre la Renta de las Personas Físicas en la Dirección General de Tributos, jefe del Equipo de Estudios del Fraude en el Departamento de Inspección de la Agencia Estatal de Administración Tributaria y director adjunto del Departamento de Organización, Planificación y Relaciones Institucionales de la Agencia Estatal de Administración Tributaria. En abril de 2008 fue nombrado secretario general de Financiación Territorial y de abril de 2010 a junio de 2011 fue director general de la Agencia Estatal de Administración Tributaria.

### Secretario de Estado
Entre junio y diciembre de 2011 fue secretario de Estado de Hacienda y Presupuestos del Ministerio de Hacienda de España, sustituyendo a Carlos Ocaña y Pérez de Tudela.